# Forteresse aldobrandesque (Porto Ercole)
La Forteresse aldobrandesque (en italien Rocca aldobrandesca , également connue sous le nom de Rocca Spagnola), est une fortification côtière située près de Porto Ercole, une localité de Monte Argentario (province de Grosseto en Italie) ; au cours des siècles passés, elle a été l'un des remparts du système défensif du promontoire,.

## Histoire

### Le château médiéval
Sur la colline sur laquelle se dresse la forteresse aldobrandesque, il y avait autrefois un petit oratoire dédié à San Giovanni Evangelista, mentionné par le pape Grégoire VII dans une bulle pontificale de 1074. Malheureusement, l'histoire médiévale de ce territoire nous est parvenue très confuse, puisque ces terres ont été conquises et cédées après quelques années. Il n'y avait de stabilité que lorsque, au XIIIe siècle, ce territoire fut donné en bail à Margherita Aldobrandeschi, comtesse de Sovana, de l'abbaye Tre Fontane ; elle fit construire une tour carrée comme symbole de pouvoir. Cette tour formera le premier noyau de la forteresse. Plus tard, la tour a été héritée par les Orsini de Pitigliano, qui acheva l'Incastellamento.
Avec la conquête de Porto Ercole par les Siennois au XVe siècle et l'annexion consécutive à la république de Sienne, le célèbre artiste Lorenzo di Pietro, connu sous le nom de le Vecchietta, fut envoyé à Porto Ercole pour restaurer et agrandir le château. Il ajouta deux tours circulaires, donnant au château une forme triangulaire. Cependant, le besoin se fit également sentir de construire un village au pied de la fortification, aussi Vecchietta reçut-il l'ordre de construire un « terrain habitable, au moins aussi grand que le campo de la ville de Sienne ». Ainsi l'architecte a construit une courtine qui descendait des deux tours circulaires vers la mer, les dotant de deux portes, la principale avec un arc en ogive siennois et protégée par une bretèche, et la secondaire avec un arc segmentaire et contrôlée par une tour semi-cylindrique. Il a également réaménagé une tour byzantine qui était à l'entrée du port, en l'utilisant comme point de rencontre des courtines.
En 1487, l'ingénieur militaire Francesco di Giorgio Martini a réalisé des travaux visant à agrandir et à renforcer la construction de Vecchietta. Il travailla davantage sur la forteresse, la dotant de courtines supplémentaires, et de deux coffrages triangulaires vers le village. Il remodèle également la tour byzantine en l'incorporant dans un grand rempart défensif, le bastion de Santa Barbara, la rendant accessible depuis la forteresse par un passage couvert à l'intérieur des murs. Mais le problème de la forteresse restait l'approvisionnement en eau, vu l'absence de sources à proximité. A cette époque, des citernes voûtées ont été construites dans la fortification, équipées en surface de puits pour recueillir les eaux de pluie.

### La forteresse Renaissance

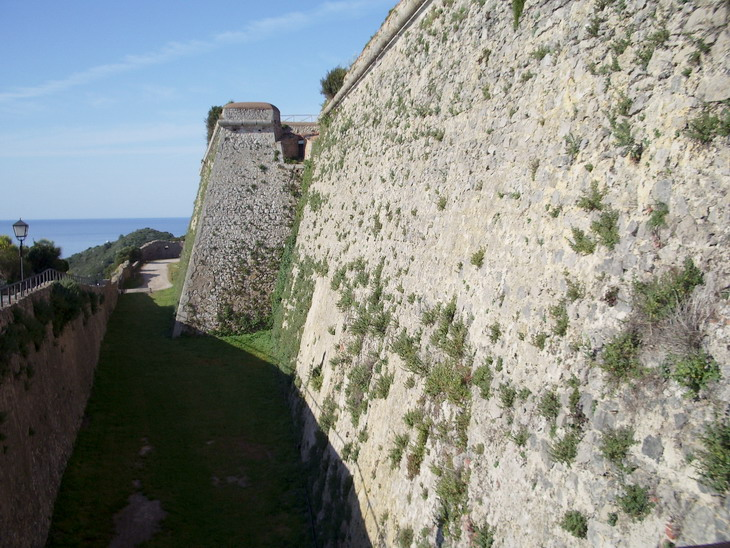
Bastion ouest de la forteresse.

Toujours sous la domination siennoise, d'autres travaux de réaménagement ont été réalisés à la Renaissance en 1543 sur un projet d'Anton Maria Lari, qui s'est inspiré des chanoines de Baldassarre Peruzzi : dans cette phase les murs d'enceinte ont été renforcés. Par la suite, les travaux furent dirigés par Bernardo Buontalenti, qui agrandit considérablement la place forte, la dotant d'imposants remparts et remblais, et la transformant ainsi en une fortification bastionnée. De plus, il faut se souvenir de la construction de la chapelle de San Giovanni, un petit joyau de la Renaissance, utilisant l'ancien oratoire médiéval comme sacristie. Ces agrandissements donnèrent à la fortification sa forme actuelle. Au cours de cette longue période, la forteresse constitua un point de référence pour le système défensif de la côte sud de la république de Sienne, remplissant des fonctions d'observation, de défense et d'offensive, en plus de pouvoir communiquer par des signaux lumineux avec Forte Sant'Ippolito à l'ouest, qui se dressait sur le site de Forte Stella, et avec Forte della Galera au nord, qui se dressera plus tard là où Forte Filippo a été construit.
Dans la seconde moitié du XVIe siècle, toute la zone de Monte Argentario est devenue une partie de l'État des Présides et la fortification a été intégrée au système défensif du promontoire, au sein duquel elle remplissait des fonctions d'observation, de défense et d'attaque. A cette époque, les Espagnols chargent l'ingénieur militaire Giovanni Camerini de diriger les travaux de restructuration de la structure défensive préexistante, qui est encore fortifiée avec le renforcement du fort bastionné extérieur et des guérites ; des tunnels souterrains ont également été construits à travers lesquels la structure défensive était reliée au Palais des Gouverneurs.

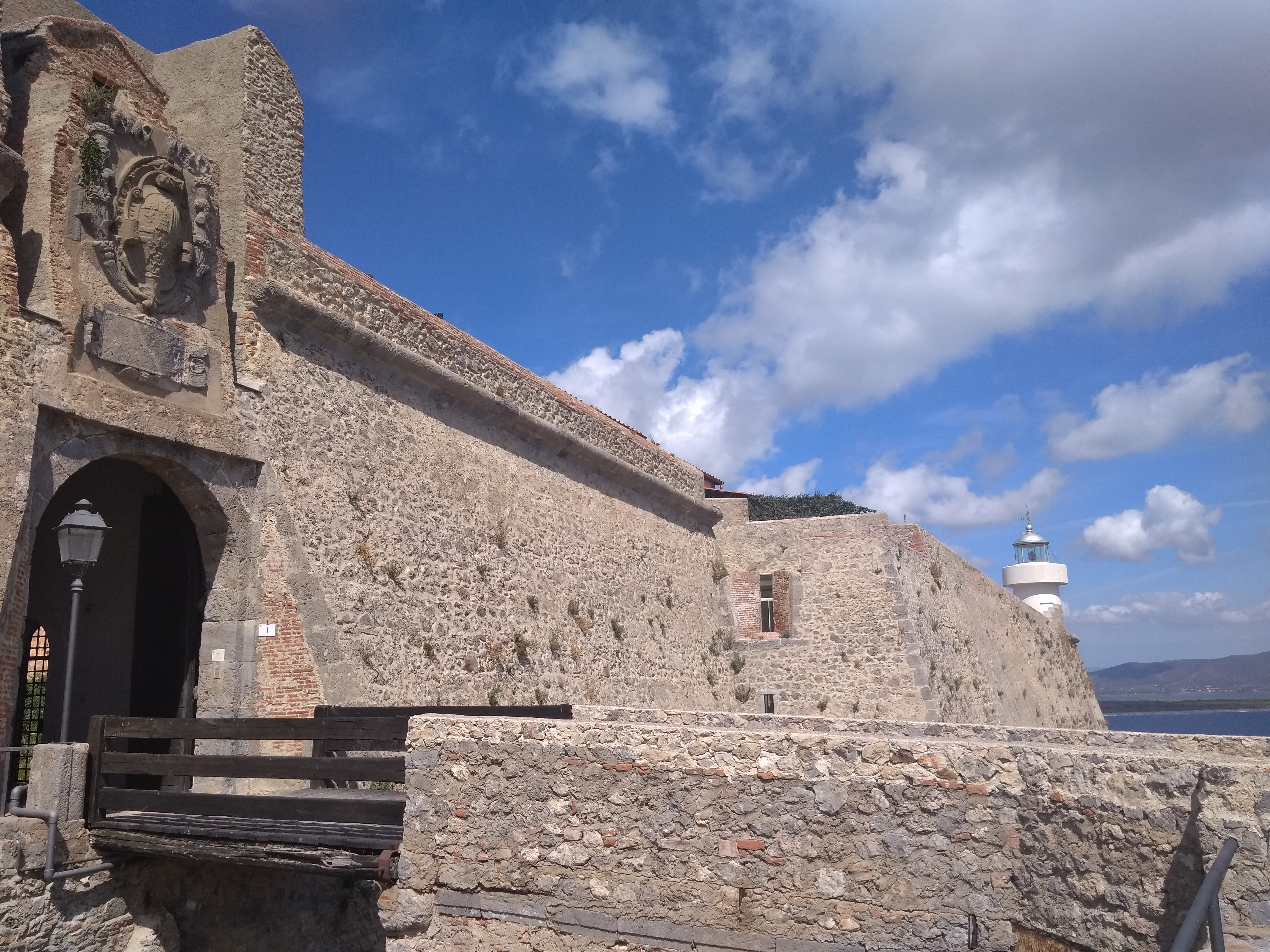
Bastion Est avec le phare.

Au XIXe siècle, la forteresse devient temporairement un avant-poste défensif du grand-duché de Toscane, avant de passer définitivement au royaume d'Italie. Juste après l'unification de l'Italie, l'abandon progressif de la structure militaire a commencé, tandis qu'en 1862, le phare de Porto Ercole a été construit, avec un plan circulaire, à l'angle de la forteresse à côté de la pointe du promontoire. À la fin du 19e siècle, la forteresse fut transformée en prison, qui abrita les prisonniers ennemis pendant la Première Guerre mondiale.
Après la Seconde Guerre mondiale, la forteresse a été définitivement fermée et vendue entièrement à des particuliers, qui ont partiellement transformé les bâtiments internes en résidences résidentielles, tandis que d'autres environnements en dehors du périmètre des douves sont devenus propriété municipale.
Entre 1954 et 1956, l'écrivain américain Robert Penn Warren y vécut, qui composa à cette époque l'œuvre avec laquelle il remporta le prix Pulitzer de poésie.

## Description

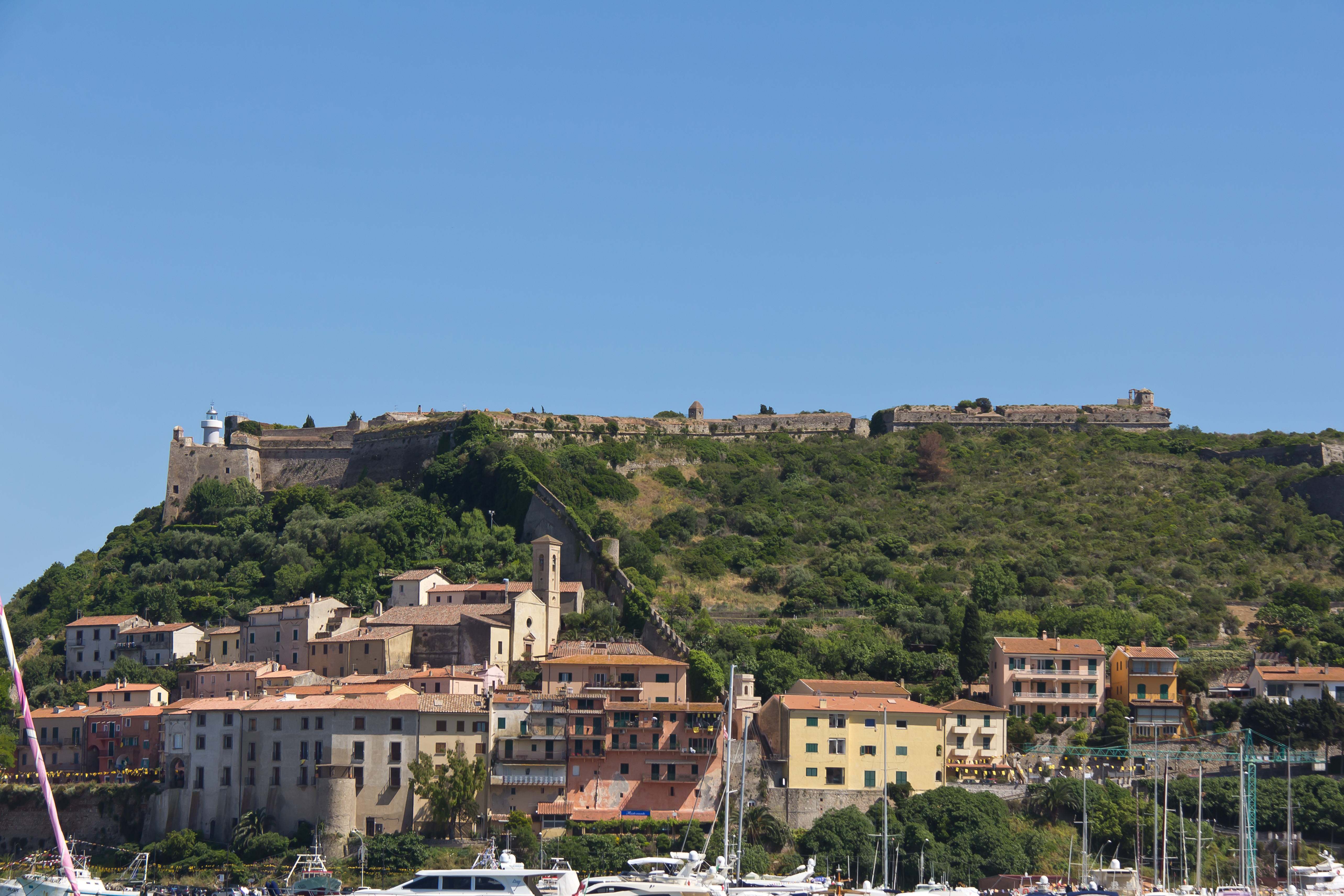
La forteresse surplombant Porto Ercole

La forteresse a une forme étoilée irrégulière qui s'adapte à l'orographie du promontoire. Dans l'ensemble, prédominent les éléments stylistiques et architecturaux de la Renaissance et de la fin du XVIe siècle , qui ont été donnés au complexe par les travaux de rénovation et d'agrandissement réalisés d'abord par les Siennois puis par les Espagnols, tandis que la base de la tour, les deux tours cylindriques de Vecchietta et les murs de Francesco di Giorgio Martini restent de l'époque médiévale.
Extérieurement, il s'agit d'une forteresse composée d'épais murs de pierre avec une base de chaussures en cordon, dont le parapet au-dessus enserre la zone qui forme la base des différents bâtiments qui, dans le passé, ont été utilisés à des fins militaires. Le fort se compose de quatre bastions d'angle, dont ceux du nord ont une forme pentagonale irrégulière, tandis que ceux du sud sont beaucoup plus allongés et de forme triangulaire, avec des échauguettes qui sont restées à leurs sommets respectifs. Le bastion à l'angle sud-ouest est quant à lui protégé extérieurement par une autre courtine qui a une forme trapézoïdale l'enfermant entièrement. L'ensemble du fort extérieur est protégé, dans les points faibles, par un fossé caractéristique, qui dans le passé garantissait une plus grande sécurité en cas d'incursions ennemies. Le bastion nord-est comprend à la place la tour circulaire du phare de Porto Ercole qui a été construit en 1862 .
La porte d'entrée principale de la structure s'ouvre sur le côté est et est précédée d'un pont-levis caractéristique. La double porte s'ouvre en plein cintre dans l'épaisseur considérable de la courtine du fort extérieur où se situe le ravelin ; au-dessus de l'architrave qui surplombe l'arc se trouve un grand blason de l'État des Présides, au-dessus duquel se trouve une échauguette d'où descendent deux saignées verticales longues et étroites d'où passaient les cordes qui servaient à soulever le pont-levis. Une porte d'entrée secondaire, également protégée, s'ouvrait le long des courtines face au centre historique de Porto Ercole.
À l'intérieur du complexe se trouvent divers bâtiments, dont la plupart étaient utilisés à des fins militaires. Outre les logements de la garnison, il y avait une poudrière, un poste de secours, les deux échauguettes, en grande partie transformées, et la chapelle à une seule pièce donnant sur la place intérieure.

### La chapelle de San Giovanni
La chapelle a été construite par Bernardo Buontalenti pendant les travaux du XVIe siècle, réadaptant partiellement un oratoire médiéval. Elle présente une façade rectangulaire très simple, ouverte par trois arcs en plein cintre surmontés de fenêtres rectangulaires à encadrements en grès et soutenues par des piliers quadrangulaires. L'arc central encadre le portail Renaissance, très similaire à celui de la basilique de Santa Trinita à Florence, tandis que les latérales encadrent deux fenêtres qui éclairent l'intérieur. En haut à droite de la façade se trouve un clocher. L'intérieur a une seule salle avec un plan elliptique, couverte par un dôme. Les absides et les exèdres sont délimitées par des encadrements en pierre sculptée, et une autre corniche également en grès forme la base du dôme. Cette salle est éclairée par les deux fenêtres de la façade et par deux oculi qui s'ouvrent sur la coupole. Sur la gauche se trouve une porte qui donne accès à la sacristie (peut-être la salle de l'ancien oratoire), couverte d'une voûte à battants à voiles latérales. Dans celui-ci, les céramiques trouvées lors des travaux de restauration de la forteresse sont conservées dans des vitrines spéciales.